# Эльгебали, Мохамед
Моха́мед Наср Эд-Дин Эльгеба́ли (13 ноября 1971 года, г. Танта, Египет) — египетский филолог-русист, переводчик, преподаватель. Автор нескольких десятков книг (переводы русской литературы и по её истории — произведений Фёдора Достоевского, Саши Соколова, Глеба Струве и др., научные издания по истории паломничества из России). Признанный медиатор между академическими сферами России и Египта; известен своими образовательными инициативами: является основателем кафедры русского языка в Университете Южного Вади (филиал в Хургаде), кафедры русского языка в Египетском научно-технологическом университете и сооснователем кафедры русского языка в Университете Луксора и кафедры русского языка в Академии им. Садата. Исполнительный председатель международной конференции «Русское востоковедение и арабская культура»] в Каире (2015 и 2018 гг. Член международного редакционного совета журнала «Азия и Африка сегодня» Российской академии наук, с 2019-2021 гг. советник по делам образования и культуры посольства АРЕ и директор бюро культуры Египта в Москве.

## Биография
- Мохамед (Мухамед, Мухаммед) Эльгебали (встречается также написание «Эль Гебали», «Аль-Гебали», «Аль-Гибали» и т.п.) родился в городе Танта на севере Египта. Окончил с отличием Университет Айн-Шамс (Каир) по направлению «Русский язык и русская литература». Защитил степень кандидата филологических наук в Санкт-Петербургском государственном университете (Россия); диссертация по теме «Автобиографизм в творчестве Александра Солженицына на материале романа "Архипелаг Гулаг"» (2001).
- Работал ассистентом, преподавателем, затем доцентом кафедры русского языка Университета Айн-Шамс (1994—2004), заведующим кафедрой русского языка Университета короля Сауда в Эр-Рияде, Саудовская Аравия (2009—2015), кафедрой русского языка Университета Луксора (2018—2023).
- Ныне профессор, декан факультета иностранных языков Люксорского университета, заведующий кафедрой русского языка Университета Айн-Шамс (с 2018), кафедрой русского языка Университета Хургады (с 2021), кафедры русского языка в Египетском научно-технологическом университете (с 2021). В 2019—2021 советник по делам образования и культуры посольства Египта в Москве и директор Бюро культуры Египта.
- Исследователь русской литературы, переводовед. Автор 10 научных книг, 19 книг переводов на арабский (русской прозы, научных сборников), а также переводов двух романов египетского прозаика Юсуфа Зейдана — с арабского на русский. Автор множества статей в арабских научных и литературных журналах, в газетах.
- Постоянный участник Международного конгресса переводчиков художественной литературы в Москве — одного из крупнейших в мире саммитов переводческого цеха, организуемого российским Институтом перевода. Подготовил ряд выпусков арабской версии российского академического журнала «Азия и Африка сегодня». Участник (консультант и автор словарных статей) в международном просветительском проекте «Словарь культуры XXI века».
- Исполнительный председатель Международной конференции по арабско-российскому культурному сотрудничеству, Каир, 2015 и 2018 г.

## Признание
- «Доктор Мухаммед Эльгебали в течение 20 лет является транслятором русской культуры в Египте и во всём арабоязычном мире» (журнал «Университетская книга», июль-август 2020).
- Осуществлённый М. Эльгебали перевод на арабский романа Саши Соколова «Школа для дураков» вошёл в короткий список (топ-3) главной премии египетского Национального центра перевода за перевод в области литературы и критических исследований («Египтянин сегодня», 09.01.2024)[3]
- Кавалер ордена «Золотая Звезда Достоевского» (церемония вручения состоялась в Оптиной пустыни 10 июля 2025 года)

## Основные переводы
- جليب ستروف. الأدب الروسي في المنفى | Глеб Струве. Русская литература в изгнании. [Пер. на араб. М. Н. Эльгебали и Анвар Ибрагим] — Каир: Национальный центр перевода, В печати.
- سوكولوف ساشا. مدرسة الحمقى | Соколов, Саша. Школа для дураков. [Пер. на араб. М. Н. Эльгебали] — Каир: Национальный центр перевода, 2023. — 290 с.
- بلياكوف فلاديمير. الهجرة الروسية إلى مصر. العشرينيات - الثمانينيات | Беляков, В. В. Русская эмиграция в Египте. 1920-е – 1980-е гг. [Пер. на араб. М. Н. Эльгебали] — Каир: Египетский фонд науки и культуры, 2022. — 280 с. ISBN 978-977-6672-80-2
- دوستويفسكي، فيودور. الآخر | Достоевский, Ф. М.. Двойник. [Пер. на араб. М. Н. Эльгебали] — Каир: Dar Daween, 2021. — 271 с. ISBN 978-977-806-251-9
- أوزيروف أوليج كريم حكيموف ، سيرة حياة | Озеров О. Б. Карим Хакимов: летопись жизни. [Пер. на араб. М. Н. Эльгебали] — М.: Издательство «Перо», 2021. — 424 с. ISBN 978-5-00189-639-5
- من لينين إلى بوتين. روسيا في الشرق الأوسط والشرق الأدنى | فاسيليف أليكسي | Васильев, А. М. От Ленина до Путина. Россия на Ближнем и Среднем Востоке. [Пер. на араб. М. Н. Эльгебали] — Каир: Издательство «Российские новости», 2018. — 746 с.
- فاضليانوف أنوربك. روسيا و العالم الاسلامي ، حوار الحضارات | Фазельянов Э. М. Диалог цивилизаций. Россия и мусульманский мир [Пер. на араб. М. Н. Эльгебали] — Эр-Рияд: Центр перевода университета короля Сауда, 2018. — 397 с. ISBN 978-603-507-597-8
- يلينا تشيجوفا زمن النساء | Чижова, Е. С. Время женщин. [пер. на араб. М. Н. Эльгебали]. — Каир: Изд. «Дом книг», 2016. — ISBN 978-977-911-0356
- Зейдан Ю. «Набатеец» [пер. с араб. М. Эльгебали и В. Кунковой]. — Каир: Изд. Российские новости, 2015.
- Зейдан Ю. «Азазель» [пер. с араб. М. Эльгебали и П. Гулькина]. — Москва: АСТ, 2013. — ISBN 978-5-271-41092-5
- اﻷدب الشعبي عند العرب و الترك الطوبولوغيا و التفاعل المتبادل .شاهرستم شاموساروف | Шарустам Шамусаров. Типология и взаимосвязь фольклора тюркских и арабских народов. [Пер. на араб. М. Н. Эльгебали] — Эр-Рияд: Центр перевода университета короля Сауда, 2012. — 396 с. ISBN 978-603-507-042-3
- Перевод романа " Минувшие дни" Абдулла Кадыри на арабский- Дар Аль Маареф- 2024